# Saint-Léger-aux-Bois (Seine-Maritime)
Saint-Léger-aux-Bois is een gemeente in het Franse departement Seine-Maritime (regio Normandië) en telt 476 inwoners (2005). De plaats maakt deel uit van het arrondissement Dieppe.

## Geografie
De oppervlakte van Saint-Léger-aux-Bois bedraagt 11,1 km², de bevolkingsdichtheid is 42,9 inwoners per km².
De onderstaande kaart toont de ligging van Saint-Léger-aux-Bois (Seine-Maritime) met de belangrijkste infrastructuur en aangrenzende gemeenten.

## Demografie
Onderstaande figuur toont het verloop van het inwonertal (bron: INSEE-tellingen).